# Брандт, Марианна (художница)

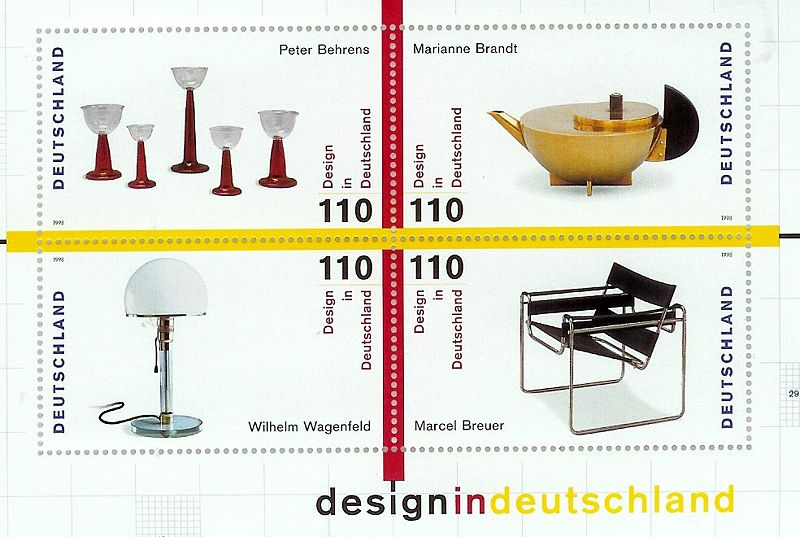
Почтовый блок «Дизайн в Германии» с работами Марианны Брандт (1998)

Марианна Брандт (урожд. Мария Либе, нем. Marianne Brandt; 1 октября 1893 г. Хемниц — 18 июня 1983 г. Кирхберг, Карл-Маркс-Штадт) — немецкая художница, фотограф, скульптор и промышленный дизайнер. Являлась одной из наиболее значимых представителей движения Баухаус в области прикладного искусства и дизайна.

## Жизнь и творчество
Детство Марианны прошло в родном Хемнице. Родилась в семье преуспевающего адвоката Франца Бруно Либе (1848—1936), члена театрального и художественного союзов этого города. Родители поощряли занятия Марианны и её двух сестёр музыкой и искусствами. В 1911 году девушка уезжает в Веймар. Здесь она поступает и год изучает рисунок в местной художественной школе (Fürstliche freie Zeichenschule Weimar), а затем, в марте 1913 года, продолжает обучение в Высшей саксонской художественной школе (также в Веймаре, Großherzoglich-Sächsische Kunstschule Weimar) в классе Фрица Макензенв. Здесь Марианна пробует свои силы в пейзажной, портретной и натуралистической живописи, а также в пластике. В свой ранний период творчества М. Брандт увлекается экспрессионизмом. Именно такие её работы появляются на её первой выставке в хемницкой галерее Герстенбергер. Среди соучеников Марианны в веймарской школе следует назвать таких выдающихся в будущем мастеров, как Ганс Арп и Отто Панкок. Здесь также учился и будущий её супруг, норвежец Эрик Брандт. С началом Первой мировой войны Ф. Макензен покидает веймарскую Высшую школу, в связи с этим прерывает свою учёбу там и Марианна. В 1918 году она уже окончательно расстаётся с Высшей школой, а в 1919 году выходит замуж за Эрика и уезжает с ним в Норвегию. Первое время молодые супруги живут у его родителей, однако, не получив от них поддержки, снимают в Осло небольшое ателье. В 1920 году в художественном союзе Осло проходит первая выставка работ Эрика Брандта. Вскоре после этого Брандты покидают Норвегию и совершают поездку по Европе, год живут в Париже, а в конце 1921 года приезжают в Веймар. Здесь Марианна берёт уроки скульптуры под руководством Рихарда Энгельмана. В том же году её муж возвращается в Норвегию.
В 1923 году Марианна Брандт посещает выставку работ, представляющую новое течение в искусстве ХХ столетия, Баухаус, и начинает после этого обучение на курсах «Баухаус» в Веймаре. Перед началом этого для себя «нового пути» художница сжигает все свои сохранившиеся у неё старые работы. Марианна посещает учебный класс конструктивиста Ласло Мохой-Надя и известного немецкого абстракциониста Йозефа Альберса, берёт уроки сочетания формы и цвета у Василия Кандинского и Пауля Клее. Уже в этот ранний период её знакомства с новым течением Марианна, после окончания вводных лекций Мохой-Надя по асимметрическом равновесии конструкций, создаёт свои первые работы как дизайнер (например, чернильницу с подставкой для ручек с пером из меди и нейзильбера и чайный набор Tee-Extraktkännchen MT 49 из эбенового дерева, посеребренной латуни и также нёйзильбера), ставшие затем классическими образцами при разработке новых моделей в серийном производстве канцелярских и кухонных принадлежностей. После окончания своего обучения в мастерских по обработке металлических изделий Баухауса в Дессау, в 1926 году М. Брандт становится руководителем этих мастерских. В том же году она разрабатывает образцы ламп и осветительных приборов для нового здания Баухауса в Дессау. В 1926—1927 годах художница проводит в рабочей командировке в Париже. Здесь она изучает в первую очередь мастерство фотографии и фотоколлажа, в особенности в аспекте отображения жизни большого города и места женщины в нём. После отъезда Махой-Надя в 1928 году М. Брандт становится руководителем-комиссаров металлообрабатывающего производства в мастерских Баухаус в Дессау. Кроме Гунты Штёльцль вплоть до назначения Альфреда Арндта в 1929 году она была единственной женщиной, достигшей столь высокого положения в организации Баухауса. Ещё в 1926 году М. Брандт вступает в деловые отношения с фирмами-производителями осветительные приборы в Берлине и Лейпциге и проектирует для них различные модели настольных, напольных и настенных ламп и прочих осветительных приборов, которые затем поступают в серийное производство. Так как процент от продаж этих изделий и плата за использование лицензий приносили немалый финансовый доход, средства эти делились между разработчиками проектов моделей и мастерскими — производителями образцов. В этой области М. Брандт сотрудничала с другими дизайнерами по металлу от Баухауса, например с Христианом Деллом и Гансом Прирембелем.
За время её работы в Баухаусе М. Брандт разработала 28 моделей ламп и других осветительных приборов, а также проводила эксперименты по внедрению новых технологий в производство этой продукции. Ряд этих её разработок, ставших классическими образцами предметного дизайна, хранятся ныне в таких коллекциях, как нью-йоркский Музей современного искусства, Британский музей и т. п. Основными элементами её новых форм были сочетание геометрических фигур, таких, как круг, треугольник, квадрат и шар, выделенных на некоторое расстояние от сопровождавшего их орнамента. Художница всегда смело использовала при изготовлении своих моделей новые материалы и формы, повышавшие функциональность и надёжность выходившей затем из серийного производства фабрик продукции. М. Брандт внедрила в производство предметов массового обихода такие материалы, как никелированную латунь, шлифованный алюминий и опаловое стекло. Отдельно стоят её работы в областях фотографии и фотоколлажа. В этой области Марианна также шла своим отдельным путём, создавая индивидуальный метод работы камеры «перед камерой». Показательны в этом аспекте её многочисленные фотографические автопортреты.
В 1929 году М. Брандт уезжает из Дессау и четыре месяца работает архитектором по внутреннему дизайну зданий в архитектурном бюро Вальтера Гропиуса в Берлине. В 1930 году она участвует в парижской выставке «Немецкий Веркбанд», организованной Вальтером Гропиусом под девизом «Жилище». После прихода к власти в Германии национал-социалистов М. Брандт большую часть этого времени проживает в родительском доме в Хемнице. В 1925 году она разводится со своим мужем Эриком. В 1939 году вступает в «Рейхскаммер». Имперское государственное управление по делам культуры и искусства, объединявшее всех признанных тогда в стране деятелей в этих областях, что позволило ей время от времени участвовать в выставках картин. 
После поражения Германии в войне художница в 1945—1948 годах была безработной, в 1949—1951 годах как доцент преподавала уже в образованной тогда ГДР «Высшей государственной школе прикладного искусства» в Лейпциге. В то же время она продолжает заниматься дизайном ламп из металла и керамики. В 1951—1954 годы художница является сотрудником государственного «Института промышленного дизайна» в Берлине. В 1954 г. она работает в Китае. Здесь, в Пекине и в Шанхае, в это время проходит выставка под названием «Немецкое прикладное искусство в ГДР», в организации которой принимает участие и М. Брандт. Вернувшись в 1954 году на родину, она живёт в Карл-Маркс-Штадте, занимается живописью и пластикой малых форм.

## Сочинения
- Marianne Brandt: Brief an die junge Generation. в: Eckhard Neumann (изд..): Bauhaus und Bauhäusler. Erinnerungen und Bekenntnisse. Hallwag, Bern 1971, 5. Auflage, DuMont, Köln 1996, ISBN 3-7701-1673-9

## Фильмография
- Farbe, Form, Licht. Marianne Brandt — Eine Chemnitzer Künstlerin. Regie: Nicole Schink, Thomas Pencs; Produktion: Chemnitzer Filmwerkstatt e.V., 2002

## Дополнения
- Биография. Bauhaus online, 2016
- Renate Rochner: Марианна Брандт. FemBio online